# Kiéché
Kiéché (auch: Kéché, Kiéssé) ist eine Landgemeinde im Departement Dogondoutchi in Niger.

## Geographie
Kiéché liegt in der Großlandschaft Sudan und grenzt im Südosten an den Nachbarstaat Nigeria. Die Nachbargemeinden in Niger sind Dan-Kassari im Nordosten, Koré Maïroua im Südwesten und Dogondoutchi im Nordwesten.
Bei den Siedlungen im Gemeindegebiet handelt es sich um 38 Dörfer und 135 Weiler. Der Hauptort der Landgemeinde ist das Dorf Kiéché.
Durch das Gemeindegebiet verläuft in Nord-Süd-Richtung das große, periodisch wasserführende Trockental Dallol Maouri.

## Geschichte
Die Landgemeinde Kiéché ging als Verwaltungseinheit im Zuge einer landesweiten Verwaltungsreform im Jahr 2002 aus dem südlichen Teil des Kantons Dogondoutchi hervor. Der staatliche Stromversorger NIGELEC elektrifizierte den Hauptort im Jahr 2011. Bei Überschwemmungen im Jahr 2015 stürzten 62 Häuser im Hauptort ein.

## Bevölkerung
Bei der Volkszählung 2012 hatte die Landgemeinde 48.980 Einwohner, die in 6241 Haushalten lebten. Bei der Volkszählung 2001 betrug die Einwohnerzahl 40.578 in 4957 Haushalten.
Im Hauptort lebten bei der Volkszählung 2012 2500 Einwohner in 294 Haushalten, bei der Volkszählung 2001 2749 in 335 Haushalten und bei der Volkszählung 1988 2878 in 364 Haushalten.
In ethnischer Hinsicht ist die Gemeinde ein Siedlungsgebiet von Arawa, Fulbe, Goubawa, Kurfeyawa und Gobirawa.

## Politik
Der Gemeinderat (conseil municipal) hat 15 gewählte Mitglieder. Mit den Kommunalwahlen 2020 sind die Sitze im Gemeinderat wie folgt verteilt: 6 PNDS-Tarayya, 4 MPN-Kiishin Kassa, 2 MPR-Jamhuriya, 2 PJP-Génération Doubara und 1 RDP-Jama’a.
Jeweils ein traditioneller Ortsvorsteher (chef traditionnel) steht an der Spitze von 33 Dörfern in der Gemeinde.

## Wirtschaft und Infrastruktur

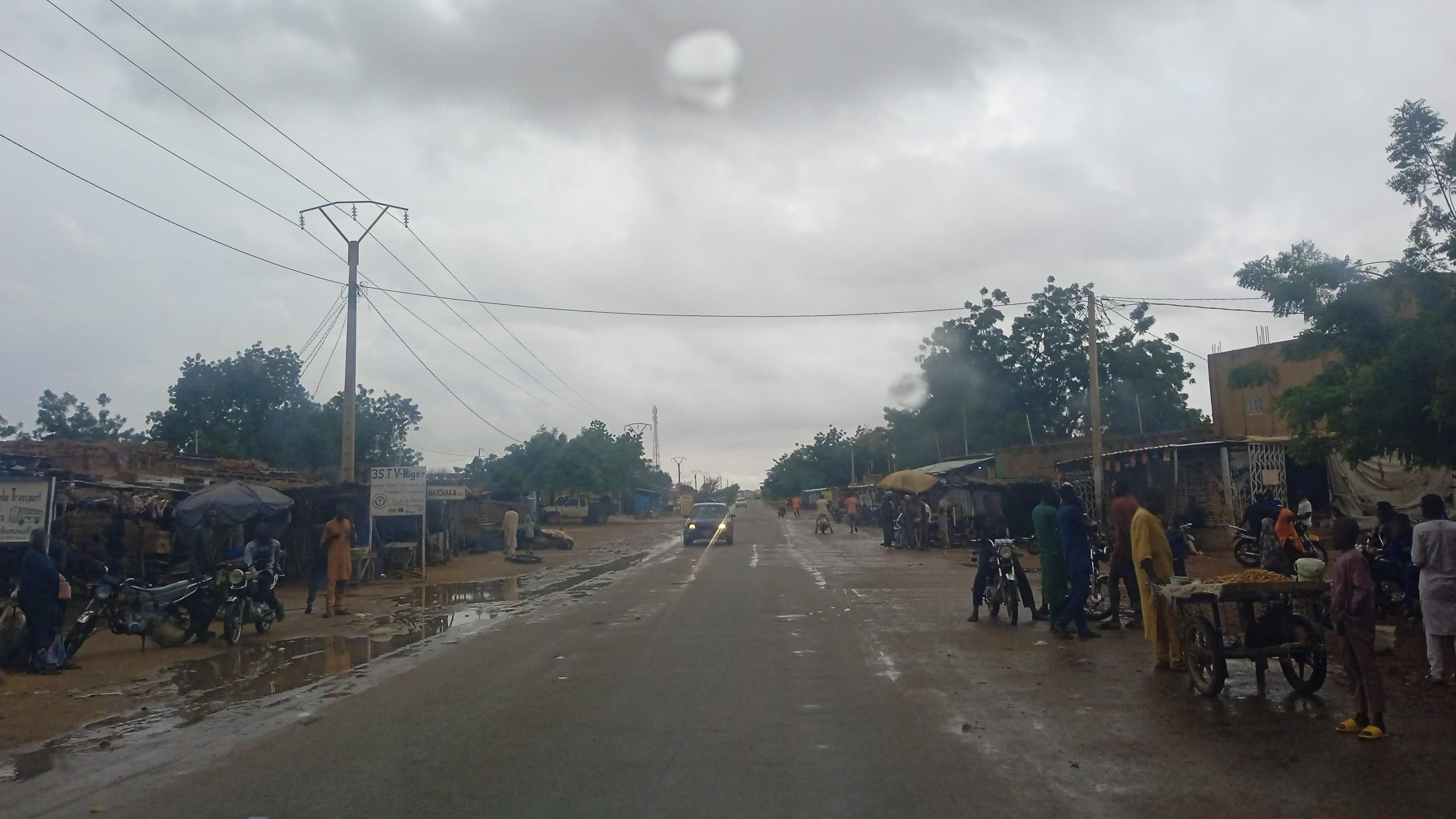
Nationalstraße 1 in Houmawa in der Gemeinde Kiéché (2024)

Die Gemeinde liegt in jener schmalen Zone entlang der Grenze zu Nigeria, die von Tounouga im Westen bis Malawa im Osten reicht und in der Bewässerungsfeldwirtschaft für Cash Crops betrieben wird. Das staatliche Versorgungszentrum für landwirtschaftliche Betriebsmittel und Materialien (CAIMA) unterhält eine Verkaufsstelle im Hauptort.
Gesundheitszentren des Typs Centre de Santé Intégré (CSI) sind im Hauptort und in der Siedlung Bakin Tapki vorhanden. Der CEG Kiéché ist eine allgemein bildende Schule der Sekundarstufe des Typs Collège d’Enseignement Général (CEG). Das Berufsausbildungszentrum Centre de Formation aux Métiers de Kiéché (CFM Kiéché) bietet Lehrgänge in Land-, Wald- und Weidewirtschaft, familiärer Wirtschaft und Automechanik an.
Durch die Gemeinde führt die Nationalstraße 1 zwischen Mali und Tschad, die längste Fernstraße Nigers.

## Persönlichkeiten
- Aminatou Gaoh (* 1961), Diplomatin